# Автография (фототехника)
Автография — способ получения изображения на фотографических материалах, с применением фотохимической техники, и без использования фотоаппарата. Предмет, элементы которого обладают способностью образовать скрытое фотографическое изображение, помещают на фотобумагу или плёнку на определённое время.
- Примером может служить химическая автограмма, когда срез какого-либо биологического объекта прижимают к фотобумаге, и некоторые химические вещества из биологических сред объекта (клеточный сок растения, сыворотка или кровь животных тканей) вызывают начало фотохимического процесса. Другой пример — радиоавтография (авторадиография); в этом случае объекты, содержащие радиоактивные изотопы, при наложении на фотоматериал создают в эмульсионном слое скрытое изображение.

## Изготовление автограмм
1. В темноте размещают любые объекты на листе незасвеченной фотобумаги или другого светочувствительного материала.
2. Экспонированный (излучением или действием химических веществ) материал проявляют и фиксируют. Как правило, автограмма является негативом, но при желании можно получить позитивное изображение контактным или проекционным способом.